# Сухостав, Наталья Иосифовна
Наталья Иосифовна Сухоста́в (1909—1990) — театральная актриса, режиссёр, сценарист, педагог. Заслуженный работник культуры РСФСР (1969).

## Биография
Отец — Иосиф Карлович Сухостав (1872, Воронеж — 1940, Саратов) — санитарный врач, выпускник Харьковского университета, в 1931—1937 годах — доцент кафедры эпидемиологии Саратовского медицинского института.
Мать — Мария Ивановна Сухостав.
Дед — Карл Сигизмундович Сухостав, происходил из Богемии.
Наталья Сухостав играла на сцене Саратовского театра драмы.
В годы Великой Отечественной войны руководила детскими самодеятельными драматическими кружками, с 1943 года на протяжении многих лет работала в Саратове.
В Саратовском городском Дворце пионеров Наталья Иосифовна организовала театр юношеского и детского творчества «Молодая гвардия».
В коллективе Н. И. Сухостав сделали первые шаги в искусстве многие известные актёры, в том числе:
- Олег Табаков,
- Владимир Конкин,
- Владимир Краснов,
- Антон Кузнецов,
- Вячеслав Нефёдов,
- Геннадий Ротман,
- Олег Никитин,
- Евгения Преснякова,
- Галина Яцкина[2],
- Елена Вовненко,
- Мария Горелик.

23 декабря 2004 года открыта мемориальная доска памяти Н. И. Сухостав на здании Дворца творчества детей и молодёжи г. Саратова.